# Highlanders
Gli Highlanders (in precedenza noti come Otago Highlanders) sono una franchise professionistica neozelandese di rugby a 15 che rappresenta le regioni di Otago e Southland; la sede della franchise è a Dunedin.
Istituita nel 1996 con il passaggio al professionismo del rugby a 15, gli Highlanders sono espressione delle federazioni rugbistiche provinciali di Southland, Otago e North Otago, cui afferiscono tutti i club dei rispettivi territori e che costituiscono il serbatoio della squadra.
La franchise partecipa al Super Rugby, competizione interconfederale che vede in gara quindici squadre di club provenienti da Nuova Zelanda, Australia, Sudafrica, Argentina e Giappone.
La squadra disputa i suoi incontri interni al Forsyth Barr Stadium di Dunedin.

## Storia

### Origine del nome
Il nome Highlanders deriva dai primi coloni della parte meridionale dell'Isola del Sud, in gran parte di origine scozzese, che fondarono Dunedin, detta l'"Edimburgo dell'emisfero Sud". I colori sociali derivano da una fusione di quelli delle tre province di Otago, North Otago e Southland, ovvero blu, giallo e marrone. Il blu è inoltre il colore principale della bandiera scozzese.

### Gli inizi: 1996 e 1997
La squadra fu formata nel 1995 tra le tre unioni provinciali dell'estremo Sud della Nuova Zelanda per disputare il neonato Super 12 a partire dall'anno seguente, col nome di Otago Highlanders, contemporaneamente alla nascita delle altre franchigie neozelandesi.
Nella stagione inaugurale gli Highlanders, guidati dall'allenatore Gordon Hunter e capitanati da John Leslie, iniziarono col piede giusto, diventando la prima capolista solitaria della storia del torneo dopo tre giornate, ma in seguito persero quasi tutte le partite rimanenti chiudendo all'ottavo posto, al terzo considerando solo le squadre neozelandesi.
La stagione 1997, terminata all'ultimo posto con solo tre vittorie in tutto l'anno, fu insieme a quella del 2013 la peggiore di tutta la storia della franchigia, nonostante un tour di preparazione della squadra in Inghilterra e Scozia avesse visto gli Highlanders vincere sette partite su sette. Esempio di questa stagione fallimentare è la sconfitta 75-43 per mano dei Natal Sharks a Durban, in cui Lawless stabilì il record di punti segnati da un singolo giocatore in una partita (50).

### 1998-2002: quattro partecipazioni alle finali in cinque anni
Il 1998 si aprì con un cambio in panchina, con ora Tony Gilbert a guidare la franchigia. Gli Highlanders furono la rivelazione di quella stagione. Una loro vittoria del titolo era data 1 a 100 dagli scommettitori, ma alcune vittorie, tra cui spiccano tutte le partite contro le squadre sudafricane, permisero agli Highlanders di qualificarsi a spese dei Queensland Reds. La semifinale contro gli Auckland Blues campioni in carica era pero un compito troppo arduo e ,in una partita carica di molte polemiche, fu la franchigia di Auckland a spuntarla col punteggio di 37-31.
Nel 1999 gli Highlanders si migliorarono ancora, sulla scia del successo di Otago nel National Provinces Championship. Dunedin fu a lungo capolista solitaria, ma una sconfitta 21-19 a Wellington all'ultima giornata la relegò al terzo posto, forzandola a viaggiare prima a Città del Capo, dove batte gli Stormers 33-18, per poi tornare a Carlsbrook per giocarsi la finalissima contro i campioni in carica dei Crusaders. La partita, in uno stadio tutto esaurito, vide i padroni di casa avanti 14-9 all'intervallo, ma una meta di Jeff Wilson gli negò uno storico primo titolo. Finì così 24-19.
Nel primo anno del nuovo millennio Tony Gilbert, diventato coach degli avanti degli All Blacks, lasciò la guida della squadra a Peter Sloane. Un'annata caratterizzata da risultati molto discontinui che vide però gli Highlanders imbattuti in casa per tutta la stagione gli permise ancora di qualificarsi alle finali col terzo posto. La trasferta di Christchurch in semifinale premiò però gli avversari, lanciati verso uno storico terzo titolo consecutivo, col punteggio di 37-15.
L'anno seguente gli Highlanders continuarono la serie di imbattibilità fra le mura di Carlsbrook, infliggendo inoltre una sconfitta 39-20 ai New South Wales Waratahs, il primo passivo ricevuto da una squadra del Nuovo Galles del Sud nell'Otago da esattamente un secolo (nel 1901 il risultato fu di 5-0 a favore della selezione kiwi). La squadra di Dunedin non riuscì ad accedere però alla post-season, chiudendo al quinto posto in classifica nonostante fosse la migliore tra le neozelandesi: fatale la sconfitta 33-22 di Brisbane alla penultima giornata.
Dopo il trasferimento di Sloane agli Auckland Blues il nuovo allenatore per il 2002 fu individuato in Laurie Mains, già coach della selezione provinciale dell'Otago. Nel campionato che vide l'introduzione del Gordon Hunter Memorial Trophy (in memoria dell'allenatore che allenò entrambe le squadre prima della sua morte per un cancro) alla vincitrice della partita tra i giallo-blu e gli Auckland Blues la franchigia batté tutte le squadre sudafricane, Grande Slam che non gli riusciva dal 1998. Gli Highlanders si aggiudicarono il neonato trofeo, chiudendo la regular season al quarto posto e qualificandosi per la semifinale di Christchurch contro i Canterbury Crusaders. Crusaders che si confermano la bestia nera dei giallo-blu, uscendo dalla competizione con un 34-23. Sarà la loro ultima partecipazione alla post-season fino al 2014.

### Un periodo negativo: 2003-2012
L'anno dei mondiali in Australia partì col piede giusto, visto il 29-16 rifilato ai Waikato Chiefs ad Hamilton e il record di punizioni calciate con successo in un singolo incontro di Super 12 conquistato da Willie Walker, che mise fra i pali 8 piazzati. Dopo una prima sconfitta a Johannesburg contro i Cats un passivo di 17-16 a Carlsbrook contro i Crusaders chiuse una striscia di imbattibilità casalinga che durava dalla finale del torneo del 1999, anch'essa persa coi Canterbury Crusaders, e durata tre anni, per un totale di 16 incontri. In seguito conservarono il Gordon Hunter Memorial Trophy infliggendo agli Auckland Blues l'unica sconfitta di tutta la loro stagione trionfale. Ad aprile però emersero malumori nello spogliatoio tra l'allenatore Laurie Mains e alcuni dei giocatori. In un clima divenuto ostile la squadra vince solo una delle ultime quattro giornate, mancando di solo 2 punti i playoff e chiudendo al settimo posto. Decisive in particolare furono le sconfitte contro i New South Wales Waratahs e gli ACT Brumbies.
Per il 2004 Mains lasciò subito il posto al suo vice, Greg Cooper, sotto la cui guida la squadra divenne molto più offensiva, segnando dodici mete in più, ma subendone nove in più che nel 2003. La rivoluzione all'interno della squadra fu segnata anche da 13 nuovi giocatori e da un nuovo capitano, Anton Oliver. Gli Highlanders finirono noni, un risultato incredibilmente basso rispetto alle aspettative, a 7 punti dal quarto posto occupato dai Waikato Chiefs.
Anno nuovo, vita nuova, o almeno così sembra. Dopo l'iniziale sconfitta casalinga contro gli Auckland Blues i giallo-blu vincono sei partite consecutive, nuovo record per loro, restando imbattuti per otto settimane e occupando i piani alti della classifica a tre settimane dalla fine della regular season. Le tre sconfitte di fila nelle ultime tre giornate però li fanno precipitare all'ottavo posto, un vero peccato.
Il 2006, la prima stagione del neonato Super 14 dopo l'allargamento della competizione alla Western Force di Perth e ai Central Cheetahs di Bloemfontein, vide risultati discontinui e altisonanti per la franchigia dell'Otago, che alterna continuamente vittorie e sconfitte e, complici anche molti infortuni (tra cui quelli di Nick Evans e James Ryan) chiude al nono posto, ultima fra le squadre kiwi. Fu la prima edizione in cui fu tagliata la denominazione regionale da tutte le squadre neozelandesi, con gli Otago Highlanders che quindi divennero solo Highlanders.
La stagione 2007 andò più o meno come quella precedente, e infatti si chiuse con la stessa posizione in classifica per i giallo-blu. Coach Greg Cooper lasciò quindi la squadra per recarsi ad Auckland, e Glenn Moore divenne il nuovo allenatore.
A seguito dei risultati deludenti degli ultimi anni molti giocatori lasciarono Dunedin dopo la Coppa del Mondo di Francia, tra cui l'intera prima linea degli All Blacks, formata da Hayman, Oliver e Dermody, trasferitisi in Europa, mentre Nick Evans si trasferì ai Blues e la seconda linea James Ryan lasciò il rugby giocato all'età di 25 anni per un infortunio al ginocchio. Moore si trovò così una squadra giovane e inesperta. Il campionato del 2008 fu molto difficile per gli Highlanders, che non riuscirono a vincere nessuna delle prime sette partite, ottenendo però molti punti bonus difensivi. Le tre vittorie e le dieci sconfitte racimolate valsero il nono posto nella classifica generale e l'ultimo contando solo le franchigie neozelandesi.
Il 2009 fu molto simile al 2008, con solo quattro vittorie in tredici partite, tra cui una vittoria 6-0 ai danni dei Crusaders, la partita, al 2017, con meno punti della storia del Super Rugby, e un'altra contro i futuri campioni dei Bulls.
La stagione 2010 riuscì ad andare ancora peggio: solo tre vittorie, a fronte di ben dieci sconfitte. Dopo sole dieci vittorie degli Highlanders su trentanove partite spalmate tra 2008, 2009 e 2010 Moore fu sostituito dall'allenatore della franchigia provinciale di Wellington, Jamie Joseph, già giocatore di Otago tra il 1989 e il 1995, nonché ex All Blacks.
Con l'ulteriore ampliamento della competizione a quindici squadre e l'ammissione dei Melbourne Rebels il Super 14 diventa Super Rugby. La prima annata col nuovo formato, diviso in conference, fu positiva, almeno rispetto a quelle del recente passato della franchigia, sempre in lotta per la qualificazione alle finali. Per la prima volta dal 2005 la squadra riuscì a terminare il torneo con un saldo neutro tra vittorie e sconfitte, terminando all'ottavo posto e al terzo nella conference neozelandese, anche se staccata di dodici punti dal sesto posto che avrebbe permesso l'accesso alla fase finale della competizione.
La stagione seguente fu nel segno della continuità con quella appena passata. Gli Highlanders si ritrovarono in vetta alla classifica dopo le prime quattro partite, ma i successivi risultati negativi vanificarono le chances della franchigia di accedere alla post-season. Finirono al nono posto.
Nel 2013 però tutto quanto di buono era stato fatto sembrava naufragato. I giallo-blu vinsero solo tre partite, finendo penultimi, davanti ai soli Southern Kings, esordienti nella competizione.

### La strada per la rinascita e uno storico titolo: 2014 e 2015
La stagione 2014 fu considerata da molti l'anno della svolta.

## Cronologia
| Cronistoria degli Highlanders |
| --- |
| - 1995 · Costituzione della franchigia dei Otago Highlanders - 1996 · 8º Super 12 - 1997 · 12º Super 12 - 1998 · 4º Super 12 (sconfitta in semifinale) - 1999 · 3º Super 12 (sconfitta in finale per il titolo) - 2000 · Cambio denominazione in Highlanders - 2000 · 4º Super 12 (sconfitta in semifinale) - 2001 · 5º Super 12 - 2002 · 4º Super 12 (sconfitta in semifinale) - 2003 · 7º Super 12 - 2004 · 9º Super 12 - 2005 · 8º Super 12 - 2006 · 9º Super 14 - 2007 · 9º Super 14 - 2008 · 11º Super 14 - 2009 · 11º Super 14 - 2010 · 12º Super 14 - 2011 · 3º Conference Nuova Zelanda Super Rugby - 2012 · 4º Conference Nuova Zelanda Super Rugby - 2013 · 5º Conference Nuova Zelanda Super Rugby - 2014 · 3º Conference Nuova Zelanda Super Rugby (sconfitta nei preliminari) - 2015 · 2º Conference Nuova Zelanda Super Rugby Campione del Super Rugby (1º titolo) - 2016 · 2º Conference Nuova Zelanda Super Rugby (sconfitta in semifinale) - 2017 · 4º Conference Nuova Zelanda Super Rugby (sconfitta nei quarti di finale) - 2018 · 4º Conference Nuova Zelanda Super Rugby (sconfitta nei quarti di finale) - 2019 · 4º Conference Nuova Zelanda Super Rugby (sconfitta nei quarti di finale) - 2020 · Conference Nuova Zelanda Super Rugby |

## Stadi
Lo stadio principale degli Highlanders è il Forsyth Barr Stadium di Dunedin, però la squadra gioca anche in altri stadi. Prima della costruzione del Forsyth Barr la squadra giocava a Carlsbrook.
- Forsyth Barr Stadium, Dunedin
- Rugby Park, Invercargill
- Queenstown Event Centre, Queenstown
- Centennial Park, Oamaru

## Allenatori
- 1996  Gordon Hunter
- 1997  Glenn Ross
- 1998-1999  Tony Gilbert
- 2000-2001  Peter Sloane
- 2002-2003  Laurie Mains
- 2004-2007  Greg Cooper
- 2008-2010  Glenn Moore
- 2011-2016  Jamie Joseph
- 2017  Tony Brown
- 2018-  Aaron Mauger

## Albo d'oro
- Super Rugby: 1
2015

## Giocatori celebri
- Josh Blackie
- John Blaikie
- Tony Brown
- Jimmy Cowan
- Carl Hayman
- Carl Hoeft
- Byron Kelleher
- Filipo Levi
- Seilala Mapusua
- Kelvin Middleton
- Thomas Maling
- Craig Newby
- Anton Oliver
- Taine Randell
- Romi Ropati
- Jeff Wilson